# Примавера (Пара)

Примавера на карте штата.

Примавера (порт. Primavera) — муниципалитет в Бразилии, входит в штат Пара. Составная часть мезорегиона Северо-восток штата Пара. Входит в экономико-статистический микрорегион Брагантина. Население составляет 10 268 человек на 2010 год. Занимает площадь 258,600 км². Плотность населения — 39,71 чел./км².

## Демография
Согласно сведениям, собранным в ходе переписи 2010 г. Национальным институтом географии и статистики (IBGE), население муниципалитета составляет:
| Полное население                               | Полное население                               | Полное население                               | Полное население                               | 10 268 |
| ---------------------------------------------- | ---------------------------------------------- | ---------------------------------------------- | ---------------------------------------------- | ------ |
| в том числе:                                   | Городское население                            | 6391                                           | Процент городского населения, %                | 62,24  |
|                                                | Сельское население                             | 3877                                           | Процент сельского населения, %                 | 37,76  |
|                                                | Мужское население                              | 5300                                           | Процент мужского населения, %                  | 51,62  |
|                                                | Женское население                              | 4968                                           | Процент женского населения, %                  | 48,38  |
| Плотность населения, чел/км²                   | Плотность населения, чел/км²                   | Плотность населения, чел/км²                   | Плотность населения, чел/км²                   | 39,71  |
| Население муниципалитета в % к населению штата | Население муниципалитета в % к населению штата | Население муниципалитета в % к населению штата | Население муниципалитета в % к населению штата | 0,14   |

По данным оценки 2015 года население муниципалитета составляет 10 485 жителей.

## Статистика
- Валовой внутренний продукт на 2003 год составляет 13 923 161,00 реалов (данные: Бразильский институт географии и статистики).
- Валовой внутренний продукт на душу населения на 2003 год составляет 1336,20 реалов (данные: Бразильский институт географии и статистики).
- Индекс развития человеческого потенциала на 2000 год составляет 0,655 (данные: Программа развития ООН).

## Важнейшие населенные пункты
| № | Населённый пункт | Населённый пункт (порт.) | Категория | Население чел. (2010) | На карте                       |
| - | ---------------- | ------------------------ | --------- | --------------------- | ------------------------------ |
| 1 | Примавера        | Primavera                | город     | 6391                  | 0°56′30″ ю. ш. 47°07′09″ з. д. |
| 2 | Жабуру           | Jaburu                   | поселок   | 489                   | 0°59′32″ ю. ш. 47°12′39″ з. д. |
| 3 | Жабарока         | Jabaroca                 | поселок   | 474                   | 1°01′40″ ю. ш. 47°04′32″ з. д. |